# Adab
Adab, la moderna Bismaya, fu un'antica città sumerica situata fra Telloh e Nippur.
Quello che rimane della città sono un gruppo di rovine che formano dei terrapieni. Questi sono lunghi circa 1,5 chilometri e larghi poco più di 3 chilometri e sono formati da un certo numero di basse creste, che non superano i 12 metri di altezza. Le rovine si trovano più vicino al Tigri che all'Eufrate e a circa un giorno di viaggio da Nippur.

## Storia e archeologia
Gli scavi condotti qui per sei mesi, dal Natale del 1903 a giugno del 1904, per l'università di Chicago, dal Dott. Edgar James Banks, dimostrarono che questi terrapieni ricoprivano il sito dell'antica città di Adab (Ud-Nun), all'inizio conosciuta soltanto da una breve accenno nell'introduzione del codice di Hammurabi (ca. 1750 a.C.).
La città era divisa in due parti da un canale, con un'isola all'interno, su cui si ergeva il tempio (chiamato E-mach) con una ziggurat o torre. Adab era evidentemente una città di importanza considerevole, ma fu abbandonata molto presto, in quanto le rovine trovate vicino alla superficie dei terrapieni appartengono a Dungi e a Ur Gur, entrambi re di Ur all'inizio del terzo millennio a.C.
Immediatamente sotto questi strati, come a Nippur, sono state trovate le rovine di Naram-Sin e di Sargon, ca. 2300-2200 a.C.
La Lista dei re sumeri attribuisce alla città una delle prime e più antiche dinastie, che include un solo re, Lugal-Anne-Mundu, che si dice abbiamo regnato per novant'anni.
Adab fu perciò un importante centro sumerico soltanto attorno al 2000 a.C. e, quasi sempre, la città fu governata dai re che controllavano tutta o la maggior parte della Babilonia (Mesopotamia del sud).
Adab era una città cosmopolita dove vivevano genti di varie razze, fra cui Accadi, Amorrei e popolazioni sumeriche. Come Uruk era la città commerciale del Sumer meridionale, così Adab era il centro commerciale del Sumer del nord, vendendo beni di cuoio a Lagash, terraglie a Zabalam, monili a Umma, metalli a Bad-tibira, tessuti a Larsa.
La principale divinità della città era la dea della Terra Ninhursag.
Oltre alle rovine delle costruzioni, delle mura e delle tombe, Banks scoprì numerosissime tavolette d'argilla incise appartenenti a un periodo molto antico. Ma le due scoperte più notevoli furono una statua completa in marmo bianco, apparentemente la più antica mai trovata in Babilonia, ora al museo di Istanbul, recante l'iscrizione “E-mach, il re Da-udu, re di, Ud-Nun”, e un cumulo di scarti del tempio, consistenti in grandi quantità di frammenti di vasi in marmo, alabastro, onice, porfido e granito, alcuni dei quali iscritti, altri incisi e intarsiati con avorio e pietre preziose.
Si noti che “Adab”, oltre ad essere il nome di una città, è anche un importante termine in lingua araba, usato fin dal Medioevo, che possiede diversi significati, ma solitamente inteso nel senso di “cultura”. Inoltre ha un uso specifico come termine letterario (cfr. Letteratura di adab).